# Concilio de Roma (368)
El año 368 o 369 fue convocado en Roma por el Papa Dámaso y compuesto por muchos obispos. 
Este Papa se aplicó en él, principalmente a levantar a los que se habían pasado al arrianismo y hacer conocer los autores y cabezas de esta "herejía". Se confirmó la Fe de Nicea: se declaró nulo todo lo que se había hecho de contrario en Rímini. Ursacio y Valente fueron excomulgados en él, con todos los que seguían sus opiniones.
No se habló de Auxencio que había usurpado la Silla de Milán a San Dionis. Este Concilio escribió una Carta a todos los Prelados de Egipto y estos, presididos por San Atanasio, escribieron a Dámaso dándole las gracias de haber salvado la unidad de la Iglesia Católica: condenando a Ursacio y Valente pero manifestando mucha admiración de que aún no se había depuesto, ni echado de la Iglesia a Auxencio. El mismo Concilio escribió a los Obispos de África, intimándoles que conservaran la unidad Episcopal y que no se dejaran llevar de los que defendían el Concilio de Rímini, en perjuicio del de Nicea con pretexto del término de consubstancial.